# 에리트레아

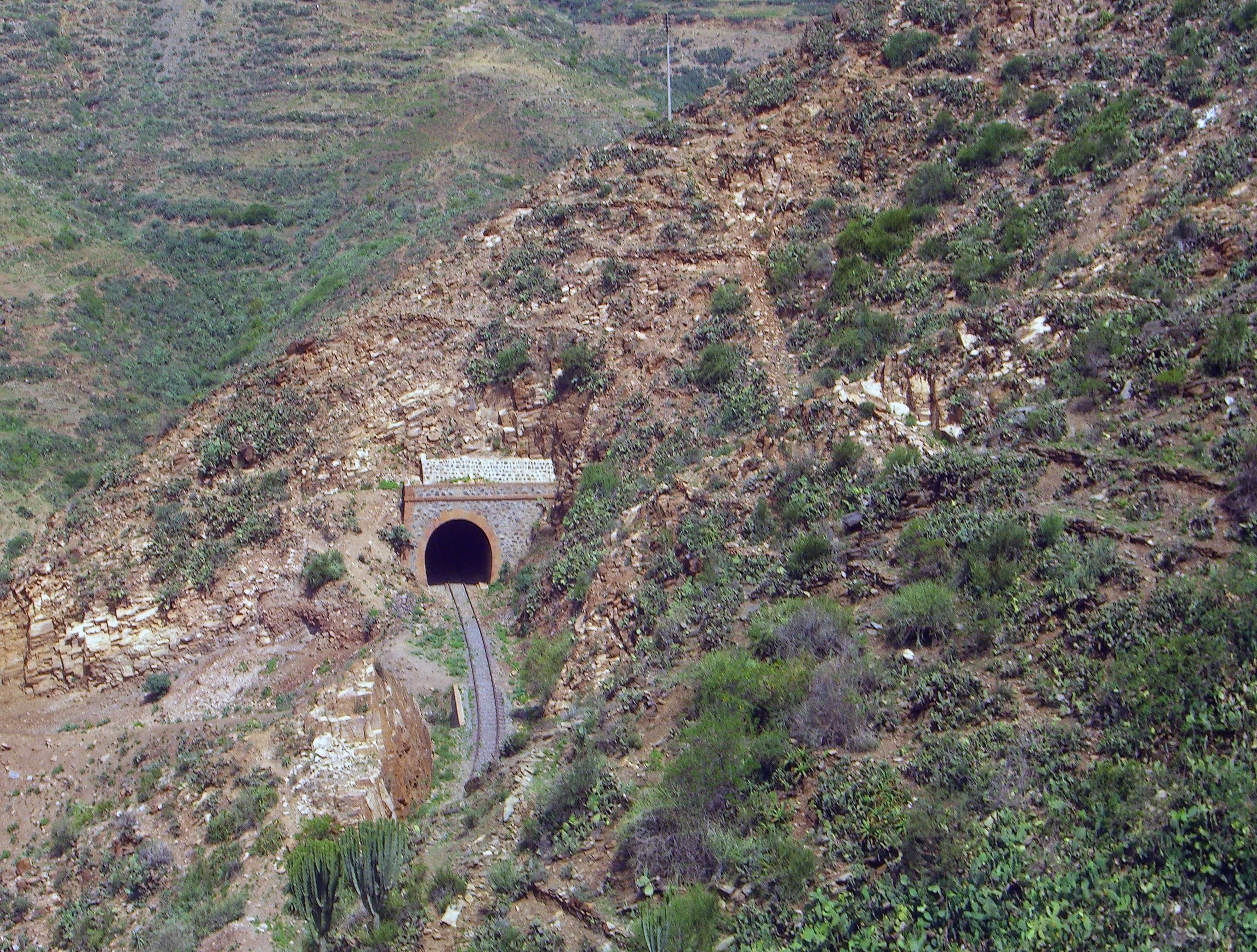
에리트레아 고원 지대에 있는 열차 터널.

에리트레아(티그리냐어: ኤርትራ 에르트라, 아랍어: إريتريا 이리트리야[*], 영어: Eritrea)는 북아프리카에 위치해 있는 공화국으로 공식 명칭은 에리트레아국(티그리냐어: ሃግሬ ኤርትራ 하게레 에르트라, 아랍어: دولة إرتريا 다울라트 이리트리야[*], 영어: State of Eritrea, 문화어: 에리트레아국가)이다. 동쪽으로 홍해, 서쪽으로 수단, 남쪽으로 에티오피아, 남동쪽으로는 지부티와 국경을 접한다. 1998년부터 2년 동안 에티오피아와 국경을 둘러싼 전쟁을 벌인 끝에 유엔의 중재로 에티오피아와의 국경 지대에 25km 너비의 임시안전지역을 설치했다. '에리트레아'는 라틴어로 홍해를 뜻하는 'Mare Erythraeum'에서 유래했다. 행정구역은 6개의 주로 되어 있다.

## 역사
본래 에티오피아의 영토였으나, 1869년 수에즈운하의 개통과 함께 이 지역을 둘러싼 유럽 열강들의 식민지 경쟁이 격화하던 중, 에티오피아를 침공한 이탈리아가 점령하여 1890년 공식으로 이탈리아의 식민지가 되었다. 제2차 세계 대전에서 연합국 진영에 참전했던 에티오피아가 연방제(1952년)를 거쳐 재병합(1962년)하였으나 1993년 5월 24일에 에티오피아에서 다시 독립하였다.
1998년에는 에티오피아와 전쟁을 겪었다. 독립후에는 전체주의적인 독재가 이어지고 있다.

## 정치
1993년 독립 당시부터 현재까지 이사이아스 아페웨르키 대통령이 장기 집권하고 있다. 사회주의 계열의 민주주의와 정의를 위한 인민전선은 에리트레아의 유일한 합법 정당으로 남아 있다. 이러한 이유 때문에 에리트레아는 독재 국가로 분류되기도 한다. 언론에 대한 통제, 군대에서 행해지는 강제노동, 전체주의적인 감시통제망으로 인해 서방언론과 인권단체들로부터 "아프리카의 북한"이라 불리기도 한다. 정확한 통계는 없지만 2014년 에리트레아를 탈출한 난민수는 전체 인구의 6%에서 10%에 달할 것으로 추정된다.

## 지리
에리트레아는 동아프리카의 아프리카의 뿔에 위치하고 홍해와 접한다. 세계에서 긴 지구대 중 하나인 동아프리카 지구대와 맞닿아 있어 서쪽은 비옥하지만 동쪽에는 사막지대가 분포한다. 건조한 해안선을 벗어나면 어업 지대가 나오며 남쪽으로 가면 조금 더 건조하고 추운 고지가 나타난다. 홍해의 남단에 있다.
그리고 아라비아판과 아프리카판과 동아프리카 지구대 사이에 세 판 사이에 위치한 아파르 분지가 위치하며, 지질학에서 매우 중요한 지역으로 여겨진다. 가장 높은 곳은 암바 소이라로서 중심부에 있으며 높이는 3,018 m이다.

### 기후
| Eritrea in general, based on 14 cities의 기후 | Eritrea in general, based on 14 cities의 기후 | Eritrea in general, based on 14 cities의 기후 | Eritrea in general, based on 14 cities의 기후 | Eritrea in general, based on 14 cities의 기후 | Eritrea in general, based on 14 cities의 기후 | Eritrea in general, based on 14 cities의 기후 | Eritrea in general, based on 14 cities의 기후 | Eritrea in general, based on 14 cities의 기후 | Eritrea in general, based on 14 cities의 기후 | Eritrea in general, based on 14 cities의 기후 | Eritrea in general, based on 14 cities의 기후 | Eritrea in general, based on 14 cities의 기후 | Eritrea in general, based on 14 cities의 기후 |
| 월                                            | 1월                                           | 2월                                           | 3월                                           | 4월                                           | 5월                                           | 6월                                           | 7월                                           | 8월                                           | 9월                                           | 10월                                          | 11월                                          | 12월                                          | 연간                                          |
| --------------------------------------------- | --------------------------------------------- | --------------------------------------------- | --------------------------------------------- | --------------------------------------------- | --------------------------------------------- | --------------------------------------------- | --------------------------------------------- | --------------------------------------------- | --------------------------------------------- | --------------------------------------------- | --------------------------------------------- | --------------------------------------------- | --------------------------------------------- |
| 일평균 최고 기온 °C (°F)                      | 27.3 (81.1)                                   | 28.3 (82.9)                                   | 29.8 (85.6)                                   | 32.3 (90.1)                                   | 33.3 (91.9)                                   | 33 (91)                                       | 32 (90)                                       | 31.5 (88.7)                                   | 32.3 (90.1)                                   | 31.8 (89.2)                                   | 30 (86)                                       | 28.3 (82.9)                                   | 31 (88)                                       |
| 일일 평균 기온 °C (°F)                        | 20 (68)                                       | 20.8 (69.4)                                   | 22.5 (72.5)                                   | 24.3 (75.7)                                   | 25.6 (78.1)                                   | 26 (79)                                       | 25.1 (77.2)                                   | 24.7 (76.5)                                   | 24.4 (75.9)                                   | 23.8 (74.8)                                   | 22.1 (71.8)                                   | 20.5 (68.9)                                   | 23.3 (73.9)                                   |
| 일평균 최저 기온 °C (°F)                      | 17.8 (64.0)                                   | 17.3 (63.1)                                   | 18.3 (64.9)                                   | 21 (70)                                       | 23.3 (73.9)                                   | 24.4 (75.9)                                   | 24.4 (75.9)                                   | 24.5 (76.1)                                   | 23.3 (73.9)                                   | 22.3 (72.1)                                   | 20 (68)                                       | 18.3 (64.9)                                   | 20.8 (69.4)                                   |
| 평균 강수량 mm (인치)                         | 6.7 (0.26)                                    | 6.9 (0.27)                                    | 9 (0.4)                                       | 14.8 (0.58)                                   | 20.3 (0.80)                                   | 26.5 (1.04)                                   | 100 (3.9)                                     | 99.7 (3.93)                                   | 25.4 (1.00)                                   | 8.6 (0.34)                                    | 11.9 (0.47)                                   | 9.4 (0.37)                                    | 347 (13.7)                                    |
| 출처: weatherbase                             |                                               |                                               |                                               |                                               |                                               |                                               |                                               |                                               |                                               |                                               |                                               |                                               |                                               |

## 행정 구역

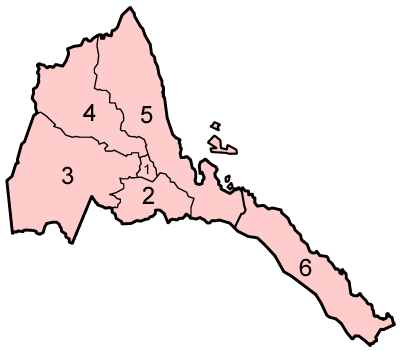
에리트레아의 행정 구역

수도는 아스마라이다. 에리트레아는 6개 주로 구성되어 있다.
1. 중앙주 (마에켈주)
2. 남부주 (데부브주)
3. 가시바르카주
4. 안세바주
5. 북홍해주 (세미에나위케이바리주)
6. 남홍해주 (데부바위케이바리주)

## 민족
티그리냐인이 50%, 티그레족이 40%, 아파르족이 4%, 사호족과 쿠나마족이 각각 3% 정도 거주한다.

## 언어
1997년 5월 24일자 헌법 제4조 제3항에는 "에리트레아의 모든 언어는 평등하다."라고 진술된다. 사실상 티그리냐어와 아랍어가 공용어로서 역할을 하고 있다. 영어도 법상 특혜는 없지만 업무어로서 일정하게 기능하고 그 외에도 아파르어가 사용되며, 지폐에 사용된 언어는 영어이다.

## 종교
오리엔트 정교, 이슬람교, 천주교를 믿는다. 여호와의 증인 중 남자 세 명은 1994년9월17일부터 투옥되어  감금하다고 있다가 2020년12월4일 다른 25명의 여호와의 증인들과 함께 석방되었다.  개신교를 예수님의 말씀을 빙자하는 탐욕적 범죄집단으로 분류하고 있다.

## 음식

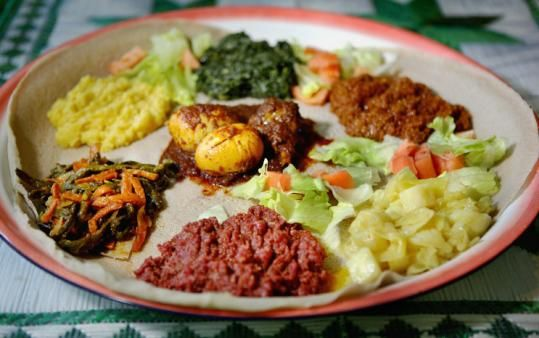
인제라

전형적인 에리트레아 음식은 닭고기, 양고기 또는 생선을 자주 포함하는 매운 스튜와 함께 은저라로 구성된다. 전반적으로 에리트레아 음식은 이웃 에티오피아 음식과 매우 비슷하다. 에리트레아 음식은 해안의 영향을 받기 때문에, 에티오피아 음식보다 더 많은 해산물을 특징으로하는 경향이 있다. 에리트레아 음식은 에티오피아 음식보다 질감이 "가벼운" 경우가 많다. 그들은 워뜨 도르호처럼 덜익은 버터, 향신료와 더 많은 토마토를 사용하는 경향이 있다.

## 스포츠
에리트레아는 육상이 발달하였는데 남자 10,000m 경기에서 저렌디 타세데가 동메달을 딴 것이 올림픽에서의 최초 메달이다. 사이클링도 인기있는 스포츠이다.

## 한국과의 관계
1993년에 에티오피아에서 독립한 이래 대한민국·조선민주주의인민공화국과 모두 수교한 상태이다.

## 같이 보기
- 토머스 케닐리